# آيت الشارف (آيت سيبرن العرب)
آيت الشارف هو دُوَّار يقع بجماعة آيت سيبرن، إقليم الخميسات، جهة الرباط سلا القنيطرة في المملكة المغربية. ينتمي الدوّار لمشيخة آيت سيبرن العرب التي تضم 9 دواوير. يقدر عدد سكانه بـ 264 نسمة حسب الإحصاء الرسمي للسكان والسكنى لسنة 2004.

## وصلات خارجية
- البوابة الوطنية للجماعات الترابية
- المندوبية السامية للتخطيط